# Universidade de Gênova
A Universidade de Gênova (UniGe) é uma das maiores universidades da Itália, localizada na cidade de Gênova. Foi fundada em 1481 através de uma bula pontifícia do Papa Sisto IV. A universidade é dirigida pelo reitor Paolo Comanducci, e é dividido em 5 escolas, com um total de 23 departamentos.